# 阎庄圣寿寺塔
阎庄圣寿寺塔，简称圣寿寺塔，因建于原圣寿寺内得名。位于中华人民共和国河南省商丘市睢县后台乡闫庄村，1963年被列为河南省文物保护单位，2006年被列为第六批全国重点文物保护单位，为睢县唯一的全国重点文物保护单位。
圣寿寺塔建于北宋，为六角九级密檐式砖塔，全高22米（一说19.25米），底部周长28.4米，中华人民共和国成立后曾于1985年进行过修缮。